# MTV Video Music Awards 2019

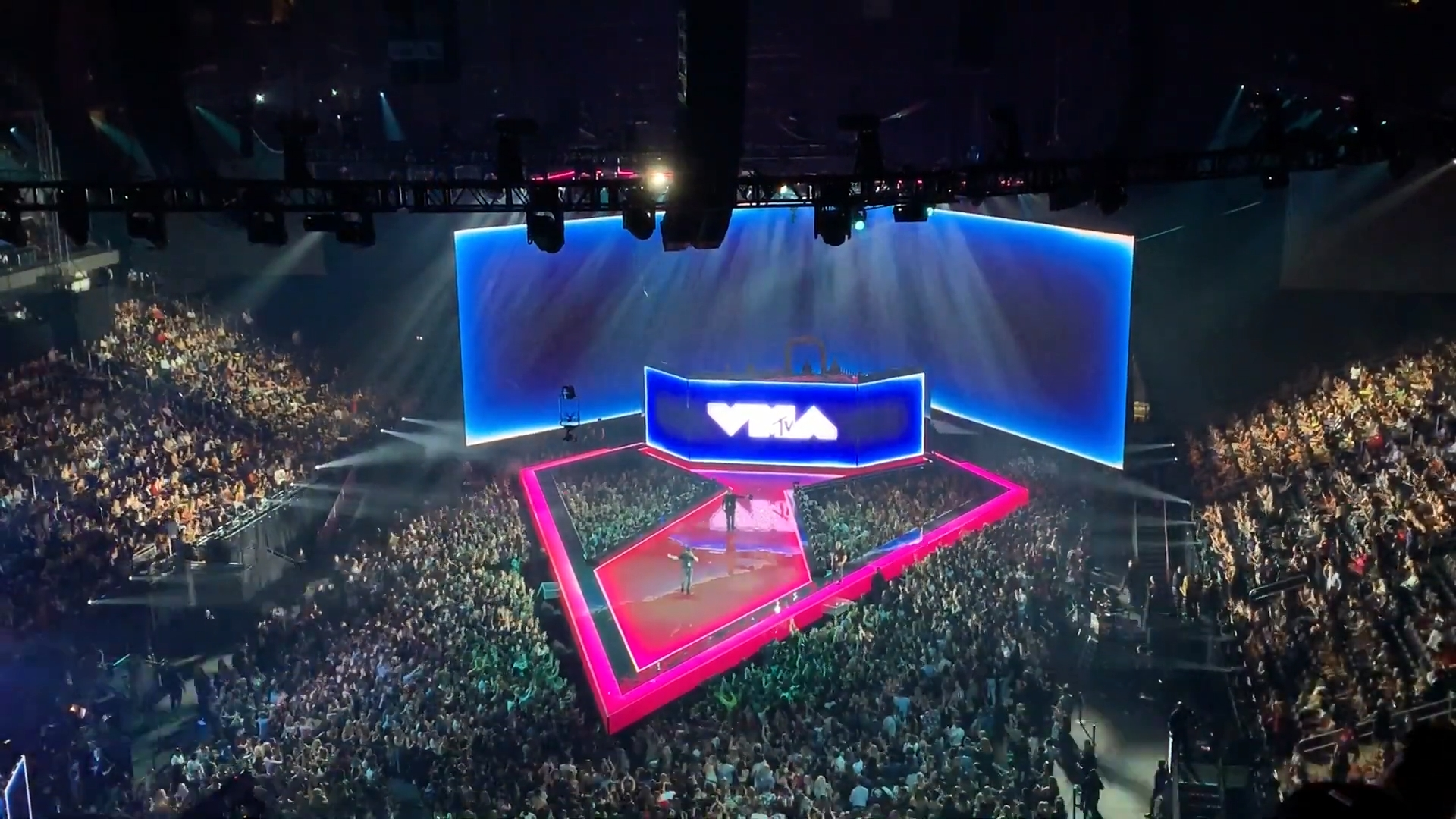
MTV Video Music Awards 2019

Die Verleihung der MTV Video Music Awards 2019 fand am 26. August 2019 im Prudential Center in Newark statt. Es handelte sich damit um die erste Verleihung in New Jersey. Moderator der 36. Verleihung der Awards war Sebastian Maniscalco.
Die Nominierungen wurden am 23. Juli 2019 bekannt gegeben. Die meisten erhielten Taylor Swift und Ariana Grande mit je zehn. Weitere Top-Künstler waren Billie Eilish mit neun und Lil Nas X mit acht Nominierungen.
Zum ersten Mal seit 2006 wurde wieder ein Moonman für das Best R&B Video verliehen. An neuen Kategorien kamen  Best K-Pop und Video for Good hinzu.

## Gewinner und Nominierte

### Video of the Year
Taylor Swift – You Need to Calm Down
- 21 Savage (feat. J. Cole) – A Lot
- Billie Eilish – Bad Guy
- Ariana Grande – Thank U, Next
- Jonas Brothers – Sucker
- Lil Nas X (feat. Billy Ray Cyrus) – Old Town Road (Remix)

### Artist of the Year
Ariana Grande
- Cardi B
- Billie Eilish
- Halsey
- Jonas Brothers
- Shawn Mendes

### Song of the Year
Lil Nas X (feat. Billy Ray Cyrus) – Old Town Road (Remix)
- Drake – In My Feelings
- Ariana Grande – Thank U, Next
- Jonas Brothers – Sucker
- Lady Gaga and Bradley Cooper – Shallow
- Taylor Swift – You Need to Calm Down

### Best New Artist
Billie Eilish
- Ava Max
- H.E.R.
- Lil Nas X
- Lizzo
- Rosalía

### Best Collaboration
Shawn Mendes and Camila Cabello – Señorita
- BTS (feat. Halsey) – Boy with Luv
- Lady Gaga and Bradley Cooper – Shallow
- Lil Nas X (feat. Billy Ray Cyrus) – Old Town Road (Remix)
- Ed Sheeran and Justin Bieber – I Don't Care
- Taylor Swift (feat. Brendon Urie of Panic! at the Disco) – Me!

### Push Artist of the Year
Billie Eilish
- Bazzi
- CNCO
- H.E.R.
- Lauv
- Lizzo

### Best Pop
Jonas Brothers – Sucker
- 5 Seconds of Summer – Easier
- Cardi B and Bruno Mars – Please Me
- Billie Eilish – Bad Guy
- Ariana Grande – Thank U, Next
- Khalid – Talk
- Taylor Swift – You Need to Calm Down

### Best Hip-Hop
Cardi B – Money
- 2 Chainz (feat. Ariana Grande) – Rule the World
- 21 Savage (feat. J. Cole) – A Lot
- DJ Khaled (feat. Nipsey Hussle and John Legend) – Higher
- Lil Nas X (feat. Billy Ray Cyrus) – Old Town Road (Remix)
- Travis Scott (feat. Drake) – Sicko Mode

### Best R&B
Normani (feat. 6lack) – Waves
- Childish Gambino – Feels Like Summer
- H.E.R. (feat. Bryson Tiller) – Could’ve Been
- Alicia Keys – Raise a Man
- Ella Mai – Trip
- Anderson .Paak (feat. Smokey Robinson) – Make It Better

### Best K-Pop
BTS (feat. Halsey) – Boy with Luv
- Blackpink – Kill This Love
- Exo – Tempo
- Monsta X (feat. French Montana) – Who Do You Love?
- NCT 127 – Regular
- TXT – Cat & Dog

### Best Latin
Rosalía and J Balvin (feat. El Guincho) – Con altura
- Anuel AA and Karol G – Secreto
- Bad Bunny (feat. Drake) – Mia
- Benny Blanco, Tainy, Selena Gomez and J Balvin – I Can't Get Enough
- Daddy Yankee (feat. Snow) – Con Calma
- Maluma – Mala Mía

### Best Dance
The Chainsmokers (feat. Bebe Rexha) – Call You Mine
- Clean Bandit (feat. Demi Lovato) – Solo
- DJ Snake (feat. Selena Gomez, Ozuna and Cardi B) – Taki Taki
- David Guetta, Bebe Rexha and J Balvin – Say My Name
- Marshmello and Bastille – Happier
- Silk City and Dua Lipa – Electricity

### Best Rock
Panic! at the Disco – High Hopes
- The 1975 – Love It If We Made It
- Fall Out Boy – Bishops Knife Trick
- Imagine Dragons – Natural
- Lenny Kravitz – Low
- Twenty One Pilots – My Blood

### Video for Good
Taylor Swift – You Need to Calm Down
- Jamie N Commons and Skylar Grey (feat. Gallant) – Runaway Train
- Halsey – Nightmare
- The Killers – Land of the Free
- John Legend – Preach
- Lil Dicky – Earth

### Best Direction
Lil Nas X (feat. Billy Ray Cyrus) – Old Town Road (Remix) (Regie: Calmatic)
- Billie Eilish – Bad Guy (Regie: Dave Meyers)
- FKA Twigs – Cellophane (Regie: Andrew Thomas Huang)
- Ariana Grande – Thank U, Next (Regie: Hannah Lux Davis)
- LSD – No New Friends (Regie: Dano Cerny)
- Taylor Swift – You Need to Calm Down (Regie: Taylor Swift und Drew Kirsch)

### Best Visual Effects
Taylor Swift (feat. Brendon Urie von Panic! at the Disco) – Me! (Visual Effects: Loris Paillier and Lucas Salton for BUF VFX)
- DJ Khaled (feat. SZA) – Just Us (Visual Effects: GloriaFX, Sergii Mashevskyi and Anatolli Kuzmytskyi)
- Billie Eilish – When the Party's Over (Visual Effects: Ryan Ross and Andres Jaramillo)
- FKA Twigs – Cellophane (Visual Effects: Analog)
- Ariana Grande – God Is a Woman (Visual Effects: Fabrice Lagayette at Mathematic)
- LSD – No New Friends (Visual Effects: Ethan Chancer)

### Best Editing
Billie Eilish – Bad Guy (Schnitt: Billie Eilish)
- Ariana Grande – 7 Rings (Schnitt: Hannah Lux Davis und Taylor Walsh)
- Lil Nas X (feat. Billy Ray Cyrus) – Old Town Road (Remix) (Schnitt: Calmatic)
- Anderson .Paak (feat. Kendrick Lamar) – Tints (Schnitt: Vinnie Hobbs)
- Solange – Almeda (Editors: Solange Knowles, Vinnie Hobbs und Jonathon Proctor)
- Taylor Swift – You Need to Calm Down (Schnitt: Jarrett Fijal)

### Best Art Direction
Ariana Grande – 7 Rings  (Art Director: John Richoux)
- BTS (feat. Halsey) – Boy with Luv (Art Directors: JinSil Park und BoNa Kim (MU:E))
- Lil Nas X (feat. Billy Ray Cyrus) – Old Town Road (Remix) (Art Director: Christian Zollenkopf for Prettybird)
- Shawn Mendes and Camila Cabello – Señorita (Art Director: Tatiana Van Sauter)
- Taylor Swift – You Need to Calm Down (Art Director: Brittany Porter)
- Kanye West and Lil Pump (feat. Adele Givens) – I Love It (Art Director: Tino Schaedler)

### Best Choreography
Rosalía and J Balvin (feat. El Guincho) – Con altura (Choreografin: Charm La'Donna)
- BTS (feat. Halsey) – Boy with Luv (Choreografen: Son Sungdeuk und Quick Crew)
- FKA Twigs – Cellophane (Choreografin: Kelly Yvonne)
- LSD – No New Friends (Choreograf: Ryan Heffington)
- Shawn Mendes and Camila Cabello – Señorita (Choreograf: Calvit Hodge)
- Solange – Almeda (Choreografinnen: Maya Taylor und Solange Knowles)

Charm La'Donna

### Best Cinematography
Shawn Mendes and Camila Cabello – Señorita (Kamera: Scott Cunningham)
- Billie Eilish – Hostage (Kamera: Pau Castejón)
- Ariana Grande – Thank U, Next (Kamera: Christopher Probst)
- Anderson .Paak (feat. Kendrick Lamar) – Tints (Kamera:Elias Talbot)
- Solange – Almeda (Kamera: Chayse Irvin, Ryan Marie Helfant und Justin Hamilton)
- Taylor Swift (feat. Brendon Urie of Panic! at the Disco) – Me! (Kamera: Starr Whitesides)

### Best Power Anthem
Megan Thee Stallion (feat. Nicki Minaj & Ty Dolla $ign) – Hot Girl Summer 
- Taylor Swift – You Need to Calm Down
- Ariana Grande – 7 Rings
- DJ Khaled (feat. Cardi B & 21 Savage) – Wish Wish
- Halsey – Nightmare
- Lizzo (feat. Missy Elliott) – Tempo
- Maren Morris – Girl
- Miley Cyrus – Mother’s Daughter

### Best Group
BTS
- 5 Seconds of Summer
- Backstreet Boys
- BLACKPINK
- CNCO
- PRETTYMUCH
- Why Don’t We

### Song of the Summer
Ariana Grande & Social House – Boyfriend 
- Billie Eilish – Bad Guy
- Da Baby – Suge
- Ed Sheeran und Justin Bieber – I Don't Care
- Jonas Brothers – Sucker
- Khalid – Talk
- Lil Nas X (feat. Billy Ray Cyrus) – Old Town Road (Remix)
- Lil Tecca – Ransom
- Lizzo – Truth Hurts
- Miley Cyrus – Mother’s Daughter
- Post Malone (feat. Young Thug) – Goodbyes
- Rosalía & J Balvin (feat. El Guincho) – Con Altura
- Shawn Mendes & Camila Cabello – Señorita
- Taylor Swift – You Need to Calm Down
- The Chainsmokers, Bebe Rexha – Call You Mine
- Young Thug (feat. J. Cole & Travis Scott) – The London

### MTV Fashion Trailblazer Award
Marc Jacobs

### Michael Jackson Video Vanguard Award
- Missy Elliott